# Godofredo de Oliveira Neto
Godofredo de Oliveira Neto (Blumenau, 22 de maio de 1951) é um escritor e professor universitário brasileiro, formado em Letras e Altos Estudos Internacionais pela Sorbonne. Atua, como docente, na Universidade Federal do Rio de Janeiro (UFRJ) desde 1980.

## Biografia
Godofredo de Oliveira Neto nasceu em Blumenau, em 22 de maio de 1951, cursou os estudos superiores na França, durante os anos da Ditadura militar, no Brasil, Brasileiro reside, no Rio de Janeiro, é Professor do Departamento de Línguas vernáculas, da Universidade Federal do Rio de Janeiro, graduou-se em Relações Internacionais pelo Instituto de Altos Estudos Internacionais da Universidade de Paris II (França) e em Letras pela Universidade de Paris III (França), onde também realizou seu mestrado em Letras.  Possui o título de Doutor em Letras pela Universidade Federal do Rio de Janeiro. Ocupou diversos cargos técnicos em instituições nacionais e internacionais, e integra diversos grupos de pesquisa em Literatura, dentre os quais o comitê de pesquisadores da Association Archives de la Litérature Latino-américaine des Caraibes et Africaines du XX Siècle, ligado à UNESCO. Preside a Comissão de Língua Portuguesa do Ministério da Educação do Brasil e o Conselho Científico do Instituto Internacional de Língua Portuguesa da CPLP, entidades responsáveis pela implementação do novo acordo ortográfico nos países lusófonos.

## Carreira
É autor de romances, como O Bruxo do Contestado (1996), revelação do ano pela Folha de S.Paulo e revista Veja, e Amores Exilados (2011), aclamado pela crítica como importante livro sobre os exilados políticos durante o regime militar no Brasil. Seu livro infantil Ana e a Margem do Rio (2002) recebeu o selo de "altamente recomendável" da Fundação Nacional para o Livro Infantil e Juvenil . Outros livros do escritor são: Oleg e os Clones (1999), Menino Oculto (2005), segundo lugar no 48º Prêmio Jabuti, e Marcelino (2008). Em 2013 foi lançado seu mais recente romance, A Ficcionista.
Godofredo de Oliveira Neto é Membro Titular da cadeira "Barão do Rio Branco" da Academia Carioca de Letras, membro do PEN Clube do Brasil, da Academia Europeia de Ciências, Letras e Artes (Embaixador para a América Latina) e do Conselho de Cultura do Estado do Rio de Janeiro.
Entre outras condecorações, recebeu a Medalha Euclides da Cunha da Academia Brasileira de Letras e a Medalha Cruz e Sousa do Estado de Santa Catarina.
Em 2018, foi eleito membro da Academia Catarinense de Letras para ocupar a cadeira 10, cujo patrono é Francisco Antônio Castorino de Farias .
O escritor dirigiu o departamento de Ensino Superior do Ministério da Educação do Brasil (MEC) entre 2002 e 2005 e foi pró-reitor da UFRJ entre 1990 e 1994.

## Obras
- Faina de Jurema (1981)
- O nome e o verbo na construção de São Bernardo (1988)
- A ficção na realidade em São Bernardo (1990)
- O bruxo do contestado : romance (1996)
- Pedaço de Santo (1997)
- Oleg e os clones (1999)
- Marcelino Nanmbrá: o Manumisso (2000)
- Ana e a margem do rio: confissões de uma jovem Nauá (2002)
- Libertinagem & estrela da manhã (2006)
- Marcelino (2008)
- Cruz e Sousa: o poeta alforriado (2010)
- Amores exilados: romance (2011)
- Secchin : uma vida em letras (2013)
- Ilusão e mentira : as histórias de Adamastor e de Lalinha (2014)
- Falando com estranhos: o estrangeiro e a literatura brasileira (2016)
- Grito (2016)